# أندي مورتون
أندي مورتون (بالإنجليزية: Andy Morton)‏ هو لاعب دوري الرغبي أسترالي، ولد في 1882 في Manly, New South Wales ‏ في أستراليا، وتوفي في 1950 في St Leonards, New South Wales ‏ في أستراليا.